# Binicanella
Binicanella o Santa Maria de Binicanella fou un monestir benedictí fundat prop de la possessió de Son Sard a Son Servera, Mallorca per Benet Colombàs i Llull el 1967. El febrer del 1974 fou traslladat al seu emplaçament actual al municipi de Bunyola i hi durà fins al 1984, quan s'hagué de tancar per manca de vocacions. D'ençà, depèn de la Fundació Esplai de les Illes que l'usa com a casa de colònies.